# إمامقلي (مقاطعة غيلانغرب)
إمامقلي (بالفارسية: امامقلی) هي قرية تقع في قسم ديره الريفي (مقاطعة غيلانغرب) في إيران. يقدر عدد سكانها بـ 56 نسمة بحسب إحصاء 2016.